# Beiningen (Blaubeuren)
Beiningen ist ein Stadtteil von Blaubeuren im Alb-Donau-Kreis in Baden-Württemberg. Im Zuge der Gemeindegebietsreform in Baden-Württemberg wurde am 1. Januar 1975 die Gemeinde Beiningen zu Blaubeuren eingemeindet.

## Geographie
Das Dorf liegt etwa vier Kilometer südsüdöstlich des Stadtkerns von Blaubeuren auf etwa 650 m ü. NHN auf der Hochfläche Hochsträß der Mittleren Flächenalb am flachen Hang zum Höllentalgraben, der weniger als hundert Meter weiter südlich nach Westen läuft. Etwa einen Kilometer westsüdwestlich liegt die Ruine Gleißenburg auf einem Sporn über dem Höllentalgraben im beginnenden Wald. Das ebenfalls zum Stadtteil gehörende Gehöft (Vorder-)Gleißenburg ist anderthalb Kilometer westnordwestlich entfernt. Die nächsten größeren Orte sind das Dorf Pappelau weniger als anderthalb Kilometer im Süden und Gerhausen etwa zwei Kilometer im Norden, beide in anderen Stadtteilen Blaubeurens, mit welchen die L 241 Beiningen verbindet.

## Geschichte
Beiningen wurde erstmals im 11. Jahrhundert überliefert. Das Spital Blaubeuren erwarb im 15. Jahrhundert zwei vormals den von Wernau gehörende, von Helfenstein zu Lehen gehende Höfe. 1447 wurde der Ort mit Blaubeuren von den Grafen von Helfenstein an Württemberg verkauft. Der Ort gehörte zum Amt beziehungsweise Oberamt Blaubeuren.